# Кашока (Бузау)
Кашока (рум. Cașoca) насеље је у Румунији у округу Бузау у општини Сириу. Oпштина се налази на надморској висини од 498 m.

## Становништво
Према подацима из 2002. године у насељу је живело 683 становника, од којих су сви румунске националности.